# Femi Kuti
Pour les articles homonymes, voir Kuti.

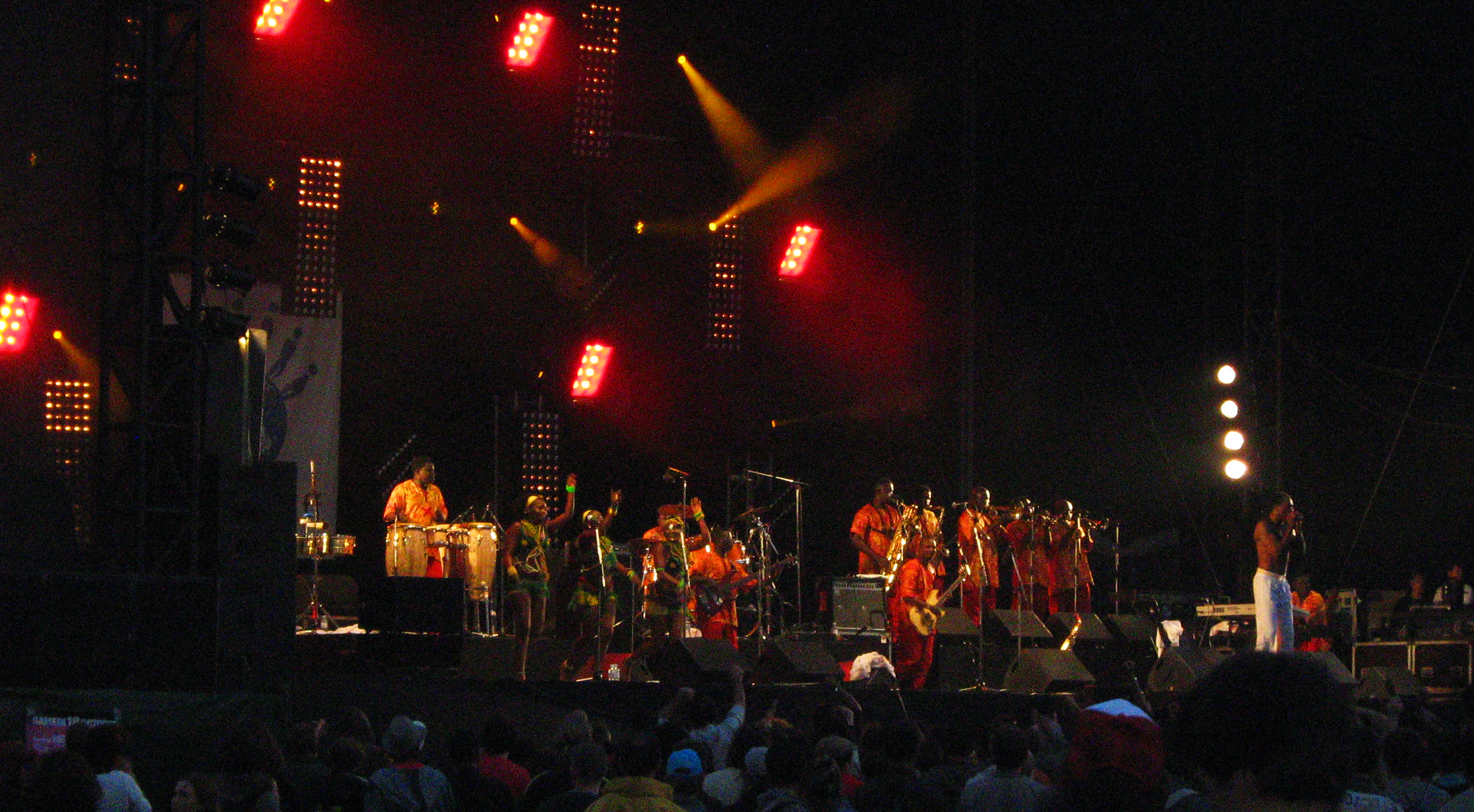
Femi Kuti au Festival de St Nolff en 2008.

Olufela Olufemi Anikulapo Kuti, dit Femi Kuti, né le 16 juin 1962 à Londres, est un musicien nigérian. Il est le fils de Fela Kuti, le créateur de l'afrobeat, un cocktail explosif de jazz, de funk et de musique africaine traditionnelle.

## Biographie
Il est né à Londres, mais a passé son enfance à Lagos au Nigeria.
À 17 ans il intègra le groupe de son père "Egypt 80" comme saxophoniste.
Présent lors de l'arrestation de Fela à l'aéroport de Lagos, d'où ils partaient entamer une tournée aux États-Unis, Femi assura au pied levé le rôle de chanteur et de frontman d'Egypt 80.
Il assura ce rôle pendant plus de 20 mois entre 1984 et 1986.
Il fonda son propre groupe "Positive Force" en 1987.
Fela jouait au 'Shrine' tous les dimanches soir, il proposa à Femi de s'y produire le samedi soir ; ils conservèrent ce système jusqu'à la disparition de Fela en 1997.
Relayant le discours d'Anthony Giddens, Femi Kuti s'est aussi engagé dans la politique. Dénonçant la corruption, la dictature et l'emprise des multinationales en Afrique à travers ses chansons, il milite pour la diffusion de l'idéologie dite de la "troisième voie" au sein des systèmes politiques africains. Comme son père, Femi utilise sa musique pour diffuser ce même message avec le groupe "The Positive Force" incluant Yeni Kuti, Sola Kuti, Dele Sosimi et d'autres musiciens nigérians pour mobiliser les Africains autour de l'idée d'une Afrique unie.
Après le brûlant Fight to Win sorti en 2001, Femi Kuti sort Africa Shrine en mars 2004, album live qui apparaît comme un vibrant témoignage enregistré au Shrine, le club mythique où Fémi Kuti a élu résidence chaque dimanche à Lagos. Accompagné d'une vingtaine de musiciens et danseuses, le maître de cérémonie se transforme alors en véritable bête de scène, offrant souvent à son public des prestations d'une durée de près de cinq heures non-stop, allant jusqu'à l'épuisement ! Quand il joue ainsi sa musique jusqu'à l'extrême, l'artiste semble être animé par une énergie bienveillante et captivante. 
En parallèle de cet album est sorti un DVD Live at the Shrine, filmé par Raphaël Frydman et enregistré par Sodi, pour lequel Femi Kuti a soigneusement sélectionné quelques-unes des plus belles pièces afro-beat de son répertoire. Il avoua de lui-même qu'un tel projet live était celui qui lui tenait le plus à cœur, reflétant ainsi parfaitement sa réalité, à savoir celle du Shrine de Lagos et surtout celle du peuple nigérian. On y découvre des morceaux n'ayant pour ainsi dire jamais quitté le berceau du Shrine et qui après trois années de labeur sont enfin dévoilés. Outre le classique '97 et la reprise de Water no get Enemy de Fela Kuti, des titres comme Dem bobo, I wanna be Free, 1, 2, 3, 4, Can't buy me, Shotan... dévoilent un subtil équilibre entre révolte et sensualité, deux éléments indispensables puisque fondateurs de la généreuse musique de son auteur-compositeur. 
Le 11 juin 2010, il participa à la cérémonie d'ouverture de la Coupe du monde de football en Afrique du Sud, où il chanta Beng Beng Beng.
Ses albums Fight To Win, Day by Day et Africa for Africa, ont respectivement été nommés aux Grammy Awards en 2003, 2010 et 2012 dans la catégorie meilleurs album world musique de l'année mais n'ont pas été récompensés.
Le 15 mai 2017, Femi pulvérise le record mondial Guinness de la note la plus longue jouée sur un saxophone avec une performance de 51 min 35 secondes.

## Discographie
- Femi Kuti and the Positive Force
- Wonder Wonder (1995)
- Shoki Shoki (1998)
- Fight To Win (2001)
- Africa Shrine (un album live enregistré à Lagos et sorti en 2004)
- Live at the Shrine (CD + DVD, 2004)
- Day by Day (2008)
- Day by Day Remixed - Vol.1 (2010)
- Africa for Africa (2010)
- No Place For My Dream (2013)
- One people One world (2018)

## Collaborations musicales
- Apparition dans la chanson Make you crazy de Brett Dennen sur l'album Hope for the hopeless (2008)
- Apparition dans la chanson Jaiye Jaiye de Wizkid, single sorti en 2013 de l'album Ayo (Joy).
- Fela Kuti (albums studio) : Coffin For Head Of State (sax solo), Original Suffer Head (sax solo), Power Show, Army Arrangement, Africa Center Of The World, Perambulator, Authority Stealing.
- Red Hot & Riot : D'Angelo, Soultronix, Macy Gray, Niles Rodgers, Roy Hargrove.
- Diverses collaborations en studio ou sur scène : Mos Def, Common, Keziah Jones, Thievery Corporation, BCUC, Herbie Hancock, Marcus Miller, Annie Lenox, Hugh Masekela.
- Crédité pour la chanson Arabesque (en) figurant sur l'album Everyday Life de Coldplay (2019).

## Filmographie
- Suffering and Smiling (Documentaire, Réal. Dan Ollman, 2006) Synopsis en Français, en Anglais
- Day by Day un film de Thomas Bataille qui remporte une étoile de la Scam en 2011

## Distinctions

- Chevalier de l'Ordre des Arts et Lettres[2], France, 19 octobre 2022